# Chantal Fontaine
Chantal Fontaine (Ecuador, 11 de octubre de 1959) es una fotógrafa y conferencista ecuatoriana con una larga trayectoria en el medio.

## Biografía

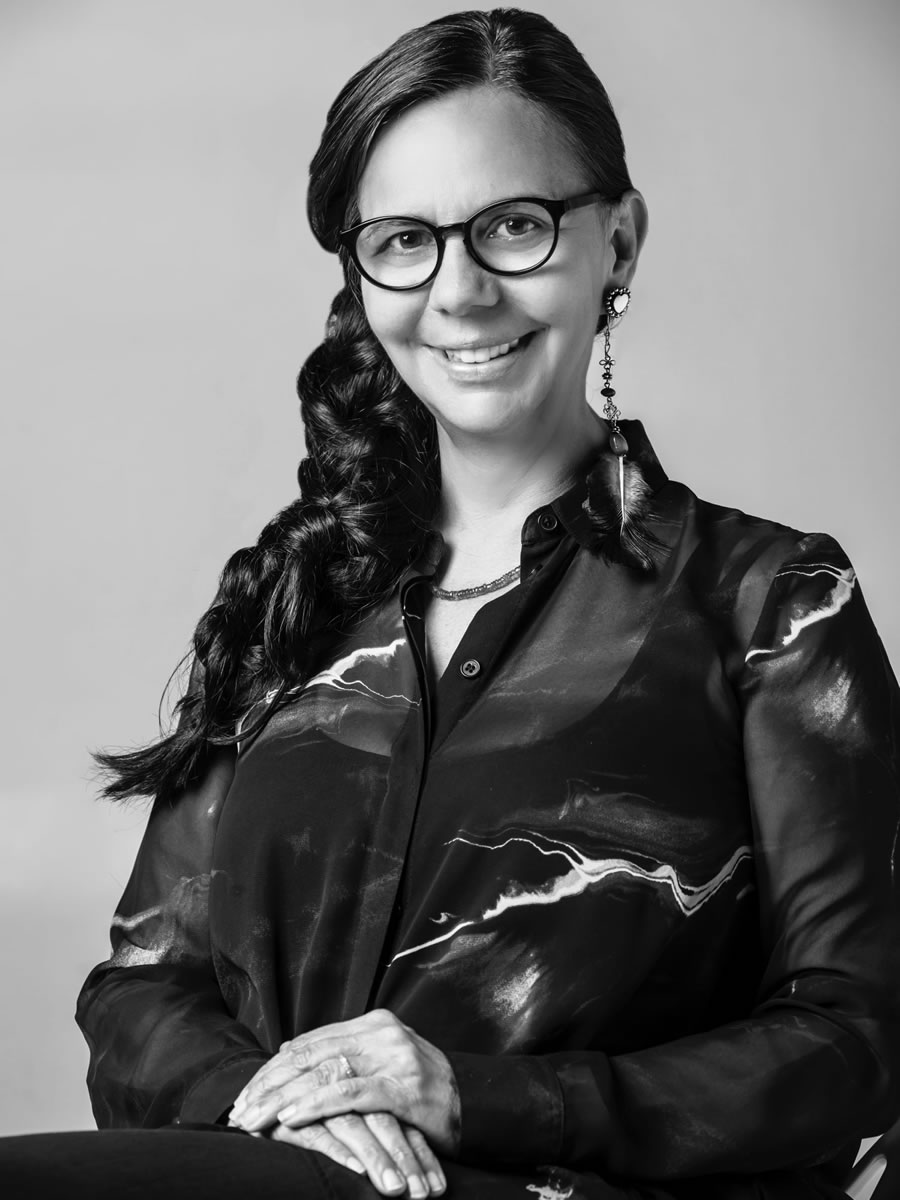
Retrato de Chantal Fontaine

Es una fotógrafa con una amplia trayectoria en el medio artístico.
Inició su carrera como fotógrafa del diario El Comercio en 1984, donde realizaba coberturas de noticia.
Desde temprana edad leía temas de autorrealización, hasta que en 1990 decidió tomar clases de ello y aprendió Cábala, donde estudió el funcionamiento del universo de acuerdo a los principios supremos y el funcionamiento del ser humano, de este modo plasmó en sus fotografías retratos con los que intentó captar la esencia de las personas. Luego de realizar un viaje a San Lorenzo, Esmeraldas, nació su interés por ella y por el resto de seres humanos luego que dicho viaje marcara su vida, y fue hasta ese momento cuando trabajaba de fotoperiodismo, sociales y fotografía artística, que decidió abrir su propio estudio fotográfico en el norte de Guayaquil, la Escuela Chantal Fontaine.
En 1994 decidió viajar durante dos meses a la India, para encontrarse consigo misma, desconectarse del mundo y aprender a meditar, donde visitó la Morada de la Paz Suprema de Sathya Sai Baba, en Puttaparthi, en el estado de Andhara Pradesh, sur de la India, donde según ella, encontró la respuesta a muchas de sus preguntas y aprendió que Dios es uno, y se viste de muchas formas, ya sea de Buda, Krishna o Jesús. En su encuentro con Sai Baba, le preguntó cómo conectarse con Dios, a lo que el gurú hindú sacó un pañuelo blanco, se tapó el rostro y le dijo: “Si tú quieres ver a Dios tienes que sacar como hilos de este pañuelo pensamientos de tú cabeza. Y cuando quites los hilos de tu pañuelo y los pensamientos de tu cabeza, vas a poder ver a Dios”. Desde ese entonces Fontaine acostumbra a viajar con dos o tres de sus cinco hijos a la India, en busca de una oxigenación y al encuentro de Sai Baba, realiza meditación todos los días, da clases gratis de yoga durante dos veces a la semana y disfruta de realizar labor social.
Es miembro vitalicio de la Associated Photographers Internacional (API), USA.
Fontaine es la promotora del Tecnológico Latinoamericano de Expresiones Artísticas (LEXA), que en marzo de 2018, graduaron a su primera promoción. También es promotora y directora del Instituto de Valores Humanos para Ecuador.
En 2015 dio una conferencia en el evento de modas Escaparate Ecuador 2015, realizado en Machala, el cual trató como tema la "Fotografía para redes sociales, cómo proyectar imágenes para dar a conocer productos o servicios".
En agosto de 2016 realizó junto a los fotógrafos Norbert Fontaine, Rodrigo Bermejo, Carolina Zambrano, Carlos Moya, Roxana Vizcaíno y Javier Alcívar, la muestra fotográfica denominada Línea de tiempo, que va desde los positivados fotográficos en el laboratorio análogo hasta la irrupción de la tecnología digital.
En octubre de 2018 realizó en el Museo Luis Noboa Naranjo, la conferencia La Importancia del Arte en la Educación, para adolescentes y para sus padres, para que puedan apoyar a sus hijos en sus intereses artísticos. En noviembre fue jurado junto al periodista Marcelo Echeverría, del primer intercolegial organizado por La Unidad Educativa Bilingüe La Inmaculada y Diario El Universo, donde participaron 17 colegios del Guayas y 1 de Machala.